# Denis Badault
Denis Badault (* 24. Mai 1958 in Versailles; † 24. Juli 2023) war ein französischer Jazzpianist und Komponist.

## Leben und Wirken
Badault startete sein Klavier- und Kompositionsstudium  am Conservatoire National in Boulogne-Billancourt, um es dann am CNSM fortzusetzen. Dazu kam ein musikwissenschaftlicher Abschluss an der Universität. 1981 spielte er in London im europäischen Youth Jazz Orchestra, um im Folgejahr seine dreizehnköpfige Bande à Badault zu gründen, die bis 1988 bestand und auch mit Louis Sclavis und Toots Thielemans auftrat. Daneben wurde er 1986 von François Jeanneau als Pianist des ersten Orchestre National de Jazz ausgewählt, für das er bereits damals  Kompositionsaufträge erhielt, etwa „Sur les Marches de la Piscine“ oder „L’Atélé“. Zunehmend schrieb er auch für andere Klangkörper, etwa das Dänische Radio-Sinfonieorchester.
Von 1987 bis 1995 bildete er ein Duo mit Simon Spang-Hanssen, das auch zum Trio und zum Quartett erweitert wurde. 1991 wurde er für drei Jahre zum musikalischen Leiter des Orchestre National de Jazz bestimmt, mit dem er drei Alben mit eigenen Werken vorlegte: A plus tard (1992), Monk Mingus Ellington (1993) und Bouquet Final (1994). Zwischen 1994 und 1997 war er der Präsident der französischen Union des Musiciens de Jazz. 
Dann gründete er das Trio Bado mit Olivier Sens und François Merville, aus dem das Duo Usine mit Olivier Sens entstanden ist. Mit Emmanuel Bex (Orgel) und Andy Emler (Synthesizer) bildete er ein Keyboarder-Trio. Auf dem Jazz Festival Grenoble 2006 trat er erstmals im Trio mit Régis Huby und Sébastien Boisseau auf, das später um den Trompeter Laurent Blondiau erweitert zum Quartet H3B wurde und auch gemeinsam mit dem Nationalen Sinfonieorchester von Montpellier-Languedoc in Sète seine Komposition „BadOxymore“ aufführte. Er lehrte als Professor am Konservatorium von Toulouse.

## Preise und Auszeichnungen
Badault erhielt 1979 als Solist den dritten Preis beim Concours National de Jazz de la Défense.

## Diskographische Hinweise
- Bande à Badault En vacances au soleil (Label Bleu, 1988)
- Badault/Spang-Hanssen Ekwata (Label Bleu, 1995)
- Badault/Merville/Sens Trio Bado (Yolk, 2001)
- L'Évidence des contrastes, mit Éric Lareine (L'Autre Distribution, 2014)